# General Treviño
General Treviño är en kommun i Mexiko.   Den ligger i delstaten Nuevo León, i den centrala delen av landet, 800 km norr om huvudstaden Mexico City. Antalet invånare är 1 019.